# Janet Steinbeck
Janet Steinbeck (Australia, 27 de febrero de 1951) es una nadadora australiana retirada especializada en pruebas de estilo libre, donde consiguió ser subcampeona olímpica en 1968 en los 4 x 100 metros estilos.

## Carrera deportiva
En los Juegos Olímpicos de México 1968 ganó la medalla de plata en los 4 x 100 metros estilos, con un tiempo de 4:30.0 segundos, tras Estados Unidos (oro) y por delante de la Unión Soviética (bronce); sus compañeras de equipo fueron: Lynne Watson, Judy Playfair y Lyn McClements.
Y también ganó la plata en la misma prueba en los Juegos de la Commonwealth de Kingston de 1966.